# Grand Prix moto de la Communauté valencienne 2009
Le  Grand Prix moto de la Communauté de Valence 2009 est la dernière manche du championnat du monde de vitesse moto 2009. 
La compétition s'est déroulée du 6 au 8 novembre 2009 sur le circuit de Valence devant plus de 94 177 spectateurs.
C'est la 11e édition du Grand Prix moto de la Communauté de Valence.
Il s'agit de la dernière course de la catégorie 250 cm³ qui est remplacée par la Moto2 à partir de 2010. Cette course est également la dernière de Honda en catégorie 125 cm³.
Grâce à sa septième place, Hiroshi Aoyama s'est adjugé le dernier titre de champion du monde 250 cm³ de l'histoire.

## Résultat des MotoGP
| Pos | Num | Pilote           | Moto     | Tours | Temps/Écart     | Grille | Points |
| --- | --- | ---------------- | -------- | ----- | --------------- | ------ | ------ |
| 1   | 3   | Dani Pedrosa     | Honda    | 30    | 46 min 47 s 553 | 2      | 25     |
| 2   | 46  | Valentino Rossi  | Yamaha   | 30    | +2 s 630        | 4      | 20     |
| 3   | 99  | Jorge Lorenzo    | Yamaha   | 30    | +2 s 913        | 3      | 16     |
| 4   | 5   | Colin Edwards    | Yamaha   | 30    | +32 s 515       | 5      | 13     |
| 5   | 69  | Nicky Hayden     | Ducati   | 30    | +34 s 585       | 6      | 11     |
| 6   | 24  | Toni Elias       | Honda    | 30    | +34 s 888       | 8      | 10     |
| 7   | 11  | Ben Spies        | Yamaha   | 30    | +37 s 706       | 9      | 9      |
| 8   | 4   | Andrea Dovizioso | Honda    | 30    | +38 s 364       | 10     | 8      |
| 9   | 36  | Mika Kallio      | Ducati   | 30    | +42 s 491       | 11     | 7      |
| 10  | 15  | Alex De Angelis  | Honda    | 30    | +43 s 689       | 12     | 6      |
| 11  | 14  | Randy de Puniet  | Honda    | 30    | +46 s 18        | 7      | 5      |
| 12  | 52  | James Toseland   | Yamaha   | 30    | +50 s 226       | 14     | 1      |
| 13  | 44  | Aleix Espargaró  | Ducati   | 30    | +57 s 168       | 16     | 3      |
| 14  | 65  | Loris Capirossi  | Suzuki   | 30    | +1 min 06 s 887 | 13     | 2      |
| 15  | 7   | Chris Vermeulen  | Suzuki   | 30    | +1 min 11 s 701 | 18     | 1      |
| 16  | 41  | Gábor Talmácsi   | Honda    | 30    | +1 min 14 s 405 | 17     | 0      |
| 17  | 33  | Marco Melandri   | Kawasaki | 30    | +1 min 33 s 425 | 15     |        |
| DNS | 27  | Casey Stoner     | Ducati   |       | Accident        | 1      |        |

- *Casey Stoner est tombé lors du tour de chauffe, abandonnant sa première place sur la grille.

## Résultat des 250 cm³
| Pos | Num | Pilote              | Moto    | Tours | Temps/Écart     | Grille | Points |
| --- | --- | ------------------- | ------- | ----- | --------------- | ------ | ------ |
| 1   | 40  | Héctor Barberá      | Aprilia | 27    | 44 min 10 s 601 | 2      | 25     |
| 2   | 19  | Álvaro Bautista     | Aprilia | 27    | +3 s 663        | 8      | 20     |
| 3   | 35  | Raffaele de Rosa    | Honda   | 27    | +5 s 665        | 10     | 16     |
| 4   | 12  | Thomas Lüthi        | Aprilia | 27    | +5 s 680        | 5      | 13     |
| 5   | 14  | Ratthapark Wilairot | Honda   | 27    | +13 s 601       | 3      | 11     |
| 6   | 17  | Karel Abrahám       | Aprilia | 27    | +13 s 697       | 6      | 10     |
| 7   | 4   | Hiroshi Aoyama      | Honda   | 27    | +27 s 438       | 4      | 9      |
| 8   | 25  | Alex Baldolini      | Aprilia | 27    | +35 s 97        | 11     | 8      |
| 9   | 15  | Roberto Locatelli   | Gilera  | 27    | +35 s 886       | 13     | 7      |
| 10  | 48  | Shoya Tomizawa      | Honda   | 27    | +40 s 176       | 15     | 6      |
| 11  | 73  | Shuhei Aoyama       | Honda   | 27    | +49 s 95        | 19     | 5      |
| 12  | 52  | Lukas Pesek         | Aprilia | 27    | +53 s 132       | 17     | 4      |
| 13  | 11  | Balázs Németh       | Aprilia | 27    | +1 min 06 s 14  | 18     | 3      |
| 14  | 63  | Mike Di Meglio      | Aprilia | 27    | +1 min 18 s 692 | 14     | 2      |
| 15  | 53  | Valentin Debise     | Honda   | 27    | +1 min 18 s 876 | 20     | 1      |
| 16  | 8   | Bastién Chesaux     | Aprilia | 26    | + 1 tour        | 22     |        |
| 17  | 56  | Vladimir Leonov     | Aprilia | 26    | + 1 tour        | 21     |        |
| 18  | 33  | William Dunlop      | Honda   | 26    | + 1 tour        | 24     |        |
| 19  | 10  | Imre Tóth           | Aprilia | 26    | + 1 tour        | 23     |        |
| Ab. | 16  | Jules Cluzel        | Aprilia | 23    | Accident        | 12     |        |
| Ab. | 58  | Marco Simoncelli    | Gilera  | 20    | Accident        | 1      |        |
| Ab. | 7   | Axel Pons           | Aprilia | 19    | Abandon         | 16     |        |
| Ab. | 75  | Mattia Pasini       | Aprilia | 11    | Abandon         | 7      |        |
| Ab. | 55  | Héctor Faubel       | Honda   | 7     | Accident        | 9      |        |
| DNS | 6   | Alex Debón*         | Aprilia |       |                 |        |        |

* Alex Debon s'est blessé lors des qualifications qu'il a remportées. Il n'a pas pu prendre sa place sur la grille et chaque pilote a gagné une place.

## Résultat des 125 cm³
| Pos | Num | Pilote             | Moto    | Tours | Temps/Écart     | Grille | Points |
| --- | --- | ------------------ | ------- | ----- | --------------- | ------ | ------ |
| 1   | 60  | Julián Simón       | Aprilia | 24    | 41 min 17 s 553 | 1      | 25     |
| 2   | 38  | Bradley Smith      | Aprilia | 24    | +0 s 220        | 3      | 20     |
| 3   | 44  | Pol Espargaró      | Derbi   | 24    | +12 s 123       | 8      | 16     |
| 4   | 24  | Simone Corsi       | Aprilia | 24    | +17 s 577       | 2      | 13     |
| 5   | 78  | Marcel Schrotter   | Honda   | 24    | +17 s 917       | 7      | 11     |
| 6   | 6   | Joan Olivé         | Derbi   | 24    | +18 s 334       | 5      | 10     |
| 7   | 7   | Efrén Vázquez      | Derbi   | 24    | +18 s 502       | 12     | 9      |
| 8   | 11  | Sandro Cortese     | Derbi   | 24    | +18 s 553       | 10     | 8      |
| 9   | 35  | Randy Krummenacher | Aprilia | 24    | +18 s 731       | 15     | 7      |
| 10  | 18  | Nicolás Terol      | Aprilia | 24    | +21 s 280       | 6      | 6      |
| 11  | 77  | Dominique Aegerter | Derbi   | 24    | +23 s 635       | 19     | 5      |
| 12  | 8   | Lorenzo Zanetti    | Aprilia | 24    | +34 s 369       | 22     | 4      |
| 13  | 39  | Luis Salom         | Aprilia | 24    | +37 s 950       | 24     | 3      |
| 14  | 73  | Takaaki Nakagami   | Aprilia | 24    | +38 s 90        | 18     | 2      |
| 15  | 14  | Johann Zarco       | Aprilia | 24    | +40 s 43        | 21     | 1      |
| 16  | 33  | Sergio Gadea       | Aprilia | 24    | +44 s 478       | 14     |        |
| 17  | 93  | Marc Márquez       | KTM     | 24    | +58 s 437       | 4      |        |
| 18  | 53  | Jasper Iwema       | Honda   | 24    | +1 min 03 s 814 | 25     |        |
| 19  | 42  | Alberto Moncayo    | Aprilia | 24    | +1 min 08 s 362 | 34     |        |
| 20  | 71  | Tomoyoshi Koyama   | Loncin  | 24    | +1 min 24 s 971 | 29     |        |
| 21  | 87  | Luca Marconi       | Aprilia | 23    | +1 tour         | 33     |        |
| Ab. | 16  | Cameron Beaubier   | KTM     | 23    | Accident        | 17     |        |
| Ab. | 10  | Luca Vitali        | Aprilia | 21    | Accident        | 35     |        |
| Ab. | 94  | Jonas Folger       | Aprilia | 17    | Abandon         | 20     |        |
| Ab. | 76  | Ivan Maestro       | Aprilia | 11    | Abandon         | 32     |        |
| Ab. | 21  | Jakub Kornfeil     | Loncin  | 9     | Accident        | 31     |        |
| Ab. | 17  | Stefan Bradl       | Aprilia | 8     | Accident        | 16     |        |
| Ab. | 32  | Lorenzo Savadori   | Aprilia | 6     | Accident        | 27     |        |
| Ab. | 12  | Esteve Rabat       | Aprilia | 5     | Accident        | 11     |        |
| Ab. | 45  | Scott Redding      | Aprilia | 5     | Accident        | 9      |        |
| Ab. | 50  | Sturla Fagerhaug   | KTM     | 4     | Accident        | 30     |        |
| Ab. | 88  | Michael Ranseder   | Aprilia | 3     | Abandon         | 23     |        |
| Ab. | 29  | Andrea Iannone     | Aprilia | 1     | Abandon         | 13     |        |
| DNS | 95  | Joan Perello       | Honda   |       | Non partant     | 26     |        |
| DNQ | 19  | Quentin Jacquet    | Aprilia |       |                 |        |        |